# Cut-throat massakren
Cut-Throat massakren er osage-indianernes massakre på en kiowa-lejr i 1833 i det vest-centrale Oklahoma. Nederlaget ramte kiowaerne ekstra hårdt, idet osage-krigerne samtidig erobrede stammens soldansdukke, der er nødvendig for at gennemføre en soldans. I to år måtte kiowaerne undlade at afholde stammens vigtigste ritual, til de indgik en varig fredsaftale med osage-stammen i 1834:16  og fik dukken tilbage året efter.:33 

## Situationen på den sydlige prærie
Kiowa-indianerne på den sydlige prærie og osage-indianerne ved Osage River i det centrale Missouri var fjender,:16  og de mødtes hyppigere på slagmarken efter starten af 1800-tallet. :10  Osage-indianerne havde allerede udvidet deres jagtmarker vestpå efter anskaffelsen af heste; efter en gradvis afståelse af stammens østligste områder til U.S.A. levede de i byer af langhuse ved floderne Verdigris og Neosho i Kansas og Indianer Territoriet i 1833.:11  Ved at rykke vestpå nærmede osage-indianerne sig områder af prærien, hvor kiowaerne havde etableret sig efter 1775.:133 
I 1830erne bosatte flere øststammer sig i områder syd for osage-stammen som følge af U.S.A.s indianerpolitik, og stridighederne om præriens jagtmarker skærpedes yderligere.:12 
Det ligger hen i det uvisse, om der lå en konkret grund bag osage-indianernes massakre på kiowaerne i 1833. Efter egen mening gik de i reglen ud mod fjender, efter at disses angreb på stammens kvinder i majsmarkerne eller på isolerede jægere og hestevogtere havde taget overhånd.:4 

## Kiowa-lejren ved Wichita Mountains, 1833
Det var forår eller først på sommeren. Kiowa-høvding Island Mans lille lejr lå afsondret ved Otter Creek, ikke langt fra Rainy Mountain og afskærmet af en bakke med mange kampesten på. Andre små kiowa-lejre lå spredt langt omkring på prærien efter opfordring fra høvdingen. Med stammens krigere borte på ekspeditioner mod fjerntboende fjender bestod lejrene mest af ældre mænd, kvinder og børn.
En ung hestevogter i Island Mans lejr opdagede en krigsgruppe osage-indianere snige sig frem mod tipierne en tidlig morgen. Han alarmerede de sovende. Høvding Island Man skyndede på kvinderne og børnene, mens han råbte til dem om at søge dækning mellem kampestenene oppe på bakken. Han og lejrens få mænd mødte osage-krigerne i kamp for at vinde de flygtende tid. Mange nåede dog ikke bakketoppen.:137 
Stammens soldansdukke, Tai-may, hang fra en tipipæl i den særlige Tai-may-vogters skindtelt. Vogteren overlevede massakren; men hans kone blev dræbt under forsøget på at redde soldansdukken, der faldt i angribernes hænder.:259 
Efter at osage-krigerne havde indtaget lejren, skar de halsen over på de dræbte og smed hovederne ned i lejrens gryder.:138  Ved at skære hovedet af en fjende udførte en osage en af stammens veldefinerede krigerbedrifter, og han kunne siden berette om dåden ved særlige ceremonier.:16  Inden de trak sig tilbage, brændte de lejrens tipier. Osage-krigerne bragte mindst to fanger med tilbage til deres byer over 200 km borte, nemlig pigen White Weasel og hendes lillebror Thunderer.:138 

## De umiddelbare følger af massakren
Island Man måtte bøde for sin tankeløse rådgivning af stammen op til massakren og se sig afsat som øverste høvding. Kiowaerne fandt en ansvarsfuld leder i Dohasan (Little Bluff).:138  Bakken med kampesten på fik navn efter hændelserne ved foden af den og kaldes til tider Head Mountain, men oftest Cut-throat Mountain.:137 

## Et efterspil
I juli 1834 red 250 amerikanske dragoner under oberst Henry Dodge ud fra Fort Gibson for at etablere kontakt til forskellige stammer på den sydlige prærie.:7  Indianermaleren George Catlin var med på ekspeditionen, og hæren bragte også den løskøbte kiowa-pige White Weasel med, så hun kunne blive genforenet med sit folk.:12  Thunderer var blevet dræbt af en vædder i en indhegning dagen efter, at Catlin havde malet de to søskende i Fort Gibson.:138 
Dragonerne nåede frem til en af wichita-stammens byer af græshytter inde på prærien. Her fandt et større møde sted mellem både dragoner, kiowaer, comancher samt hærens spejdere fra osage-, delaware (indfødte amerikanere)-, seneca- og cherokee-stammen. Kiowaernes glæde var stor, da de genså White Weasel, og året 1834 huskes da også på denne begivenhed i høvding Dohasans vintertælling. Dohasan udtrykte derpå et ønske om at få stammens soldansdukke tilbage fra osage-indianerne. Tai-may kom tilbage til kiowaerne året efter, og de genoptog soldansen.:12 